# Spanska roadracingmästerskapet 2007
Spanska roadracingmästerskapet 2007 var ett race som kördes över 8 omgångar för Supersport, och 7 för Formula Extreme och 125cc.

## Formula Extreme
Klassen vanns av David de Gea för Suzuki.

### Slutställning
| Placering | Förare          | Poäng |
| --------- | --------------- | ----- |
| 1         | David de Gea    | 151   |
| 2         | Carmelo Morales | 129   |
| 3         | Javier del Amor | 108   |
| 4         | Josep Sarda     | 63    |
| 5         | Sergio Fuertes  | 63    |

## Supersport
Klassen vanns av Paul Gowland från Storbritannien och körandes en Honda.

### Slutställning
| Placering | Förare          | Poäng |
| --------- | --------------- | ----- |
| 1         | Paul Gowland    | 112   |
| 2         | Russell Gómez   | 109   |
| 3         | Ángel Rodríguez | 99    |
| 4         | Adrián Bonastre | 89    |
| 5         | Joan Lascorz    | 66    |

## 125cc
Stefan Bradl från Tyskland vann klassen, efter att ha tackat nej till en Grand Prix-styrning med Honda. Han säkrade genom segern en plats i ett Apriliateam i 125GP för 2008. Det gjorde även tvåan; den fjortonårige Scott Redding; som vann de tre sista deltävlingarna.

### Slutställning
| Placering | Förare        | Poäng |
| --------- | ------------- | ----- |
| 1         | Stefan Bradl  | 123   |
| 2         | Scott Redding | 115   |
| 3         | Efrén Vázquez | 92    |
| 4         | Pere Tutusaus | 88    |
| 5         | Iván Maestro  | 66    |